# Oscar 2005
A 77.ª edição do Oscar, apresentada pela Academy of Motion Picture Arts and Sciences (AMPAS) em 27 de fevereiro de 2005, homenageou filmes de 2004 no Kodak Theatre em Los Angeles. Durante a cerimônia, foram premiadas 24 categorias. A transmissão televisiva foi feita pelo canal ABC e produzida por Gil Cates e dirigida por Louis J. Horvitz. O ator Chris Rock apresentou a premiação pela primeira vez. Duas semanas antes, Scarlett Johansson apresentou a premiação por conquistas técnicas em 12 de fevereiro no The Ritz-Carlton Huntington Hotel & Spa em Pasadena na California.

## Vencedores e nomeados

### Melhor Filme
- Vencedor:
  - Menina de Ouro

- Indicados:
  - Ray
  - Sideways - Entre Umas e Outras
  - O Aviador
  - Em Busca da Terra do Nunca

### Melhor Direção
- Vencedor:
  - Clint Eastwood por Menina de Ouro
- Indicados:
  - Martin Scorsese por O Aviador
  - Alexander Payne por Sideways - Entre Umas e Outras
  - Mike Leigh por O Segredo de Vera Drake
  - Taylor Hackford por Ray

### Melhor Ator
- Vencedor:
  - Jamie Foxx por Ray
- Indicados:
  - Clint Eastwood por Menina de Ouro
  - Leonardo DiCaprio por O Aviador
  - Johnny Depp por Em Busca da Terra do Nunca
  - Don Cheadle por Hotel Ruanda

### Melhor Atriz
- Vencedor:
  - Hilary Swank por Menina de Ouro
- Indicados:
  - Annette Bening por Adorável Julia
  - Catalina Sandino Moreno por Maria Cheia de Graça
  - Imelda Staunton por O Segredo de Vera Drake
  - Kate Winslet por Brilho Eterno de uma Mente Sem Lembranças

### Melhor Ator Coadjuvante
- Vencedor:
  - Morgan Freeman por Menina de Ouro
- Indicados:
  - Clive Owen por Closer (filme)
  - Jamie Foxx por Colateral
  - Thomas Haden Church por Sideways - Entre Umas e Outras
  - Alan Alda por O Aviador

### Melhor Atriz Coadjuvante
- Vencedor:
  - Cate Blanchett por O Aviador
- Indicados:
  - Laura Linney por Kinsey - Vamos Falar de Sexo
  - Virginia Madsen por Sideways - Entre Umas e Outras
  - Sophie Okonedo por Hotel Ruanda
  - Natalie Portman por Closer (filme)

### Melhor Filme de Animação
- Vencedor:
  - Os Incríveis
- Indicados:
  - O Espanta Tubarões
  - Shrek 2

### Melhor Filme de Língua Estrangeira
- Vencedor:
  - Mar Adentro
- Indicados:
  - Yesterday
  - A Queda: As Últimas Horas de Hitler
  - A Voz do Coração
  - A Vida no Paraíso

### Melhor Roteiro Original
- Vencedor:
  - Brilho Eterno de uma Mente Sem Lembranças
- Indicados:
  - O Segredo de Vera Drake
  - Hotel Ruanda
  - O Aviador
  - Os Incríveis

### Melhor Roteiro Adaptado
- Vencedor:
  - Sideways - Entre Umas e Outras
- Indicados:
  - Em Busca da Terra do Nunca
  - Menina de Ouro
  - Diários de Motocicleta
  - Antes do Pôr-do-Sol

### Melhor Figurino
- Vencedor:
  - O Aviador
- Indicados:
  - Tróia
  - Em Busca da Terra do Nunca
  - Ray
  - Desventuras em Série

### Melhor Maquiagem
- Vencedor:
  - Desventuras em Série
- Indicados:
  - A Paixão de Cristo
  - Mar Adentro

### Melhor Montagem
- Vencedor:
  - O Aviador
- Indicados:
  - Ray
  - Em Busca da Terra do Nunca
  - Menina de Ouro
  - Colateral

### Melhores Efeitos Visuais
- Vencedor:
  - Homem-Aranha 2
- Indicados:
  - Eu, Robô
  - Harry Potter e o Prisioneiro de Azkaban

### Melhor Fotografia
- Vencedor:
  - O Aviador
- Indicados:
  - O Clã das Adagas Voadoras
  - O Fantasma da Ópera
  - Paixão de Cristo

### Melhor Som
- Vencedor:
  - Ray
- Indicados:
  - Homem-Aranha 2
  - O Aviador
  - Os Incríveis
  - O Expresso Polar

### Melhor Edição de Som
- Vencedor:
  - Os Incríveis
- Indicados:
  - Homem-Aranha 2
  - O Expresso Polar

### Melhor Trilha Sonora
- Vencedor:
  - Em Busca da Terra do Nunca
- Indicados:
  - A Vila
  - A Paixão de Cristo
  - Desventuras em Série
  - Harry Potter e o Prisioneiro de Azkaban

### Melhor Canção Original
- Vencedor:
  - Diários de Motocicleta
- Indicados:
  - Shrek 2
  - O Expresso Polar
  - O Fantasma da Ópera
  - A Voz do Coração

### Melhor Direção de Arte
- Vencedor:
  - O Aviador
- Indicados:
  - Desventuras em Série
  - O Fantasma da Ópera
  - Em Busca da Terra do Nunca

## Filmes com múltiplas indicações
Onze
- O Aviador

Sete
- Menina de Ouro
- Em Busca da Terra do Nunca

Seis
- Ray

Cinco
- Sideways - Entre Umas e Outras

Quatro
- Os Incríveis
- Desventuras em Série

Três
- A Paixão de Cristo
- O Segredo de Vera Drake
- Hotel Ruanda
- Homem-Aranha 2
- O Fantasma da Ópera
- O Expresso Polar

Dois
- Brilho Eterno de uma Mente Sem Lembranças
- Closer - Perto Demais
- Colateral
- Shrek 2
- Mar Adentro
- A Voz do Coração
- Diários de Motocicleta
- Harry Potter e o Prisioneiro de Azkaban

## Filmes com múltiplos Óscars
Cinco
- O Aviador

Quatro
- Menina de Ouro

Dois
- Ray
- Os Incríveis

## In Memoriam
O segmento anual In Memoriam foi apresentado pela atriz Annette Bening. O cantor Yo-Yo Ma fez uma apresentação durante as homenagens.
| - Ronald Reagan - Peter Ustinov - Carrie Snodgress - Dan Petrie Sr. - David Raksin - Fay Wray - Phil Gersh - Elmer Bernstein - Carole Eastman - Frank Thomas - Russ Meyer - Jerry Orbach - Ralph E. Winters - Robert E. Thompson - Howard Keel | - Janet Leigh - Christopher Reeve - Ossie Davis - Actor - Jerry Bick – Producer - Mercedes McCambridge - William Sackheim - Ed Di Gullio - Nelson Gidding - Paul Winfield - Philippe de Broca - Jerry Goldsmith - Rodney Dangerfield - Virginia Mayo - Tony Randall - Marlon Brando |